# Nomada kohli
Nomada kohli ist eine Biene aus der Familie der Apidae. 

## Merkmale
Die Bienen haben eine Körperlänge von 5 bis 6 Millimeter (Weibchen) bzw. 5 bis 7 Millimeter (Männchen). Der Kopf und Thorax der Weibchen ist rot und ist schwarz gezeichnet. Die Tergite sind rot und basal mehr oder weniger schwarz. Das Labrum ist rot und trägt vor der Mitte drei kleine Zähnchen. Das dritte Fühlerglied ist länger als das vierte. Das Schildchen (Scutellum) ist rot und hat schwache Höcker. Die Schienen (Tibien) der Hinterbeine sind am Ende stumpf und haben zwei bis drei kleine Dornen. Der Kopf und Thorax der Männchen ist schwarz und ist nur mäßig gelb gezeichnet. Die Tergite sind braunschwarz und haben gelbe Flecken. Das Labrum ist gelb, in der Mitte schwarz und trägt drei Zähnchen. Das dritte Fühlerglied ist nur etwas länger als das vierte. Das vierte bis siebte Glied hat hinten ein Knötchen. Das flache Schildchen ist schwarz und hat bei vielen Individuen rote Flecken. Die Schenkel (Femora) der mittleren Beine sind stark verbreitert, die der Hinterbeine haben eine Haarfranse. Die Schienen der Hinterbeine haben am Ende ein Borstenhaar und ein paar blasse, kleine Dornen.

## Vorkommen und Lebensweise
Die Art ist in Süd- und mancherorts auch in Mitteleuropa verbreitet. Die Tiere fliegen teilweise in zwei Generationen pro Jahr von Ende April bis Ende Juni und Ende Juli bis Ende August. Sie parasitieren Lasioglossum puncticolle.

## Belege
Felix Amiet, M. Herrmann, A. Müller, R. Neumeyer: Fauna Helvetica 20: Apidae 5. Centre Suisse de Cartographie de la Faune, 2007, ISBN 978-2-88414-032-4.